# Palworld
Palworld (パルワールド Paruwārudo?) es un videojuego de acción y aventura de supervivencia del desarrollador japonés Pocket Pair. El juego está ambientado en un mundo abierto poblado por criaturas parecidas a animales conocidas como "Pals". Los jugadores pueden luchar y capturar a sus amigos para usarlos en la construcción de bases, el recorrido y el combate. Palworld se puede jugar solo o en línea con hasta 32 jugadores en un servidor. Anunciado en 2021, se lanzó a través de acceso anticipado para Windows, Xbox One y Xbox Series X/S en enero de 2024 y en PlayStation 5 en septiembre de 2024.
La premisa cómica del juego, que implica el uso de armas de fuego y equipar a los amigos con ellas, le valió el apodo de "Pokémon con armas". Otros elementos, como utilizar criaturas como alimento o colocarlas a trabajar en minas y fábricas, también han llamado la atención. En general, fue bien recibido, con elogios por su jugabilidad, contenido y premisa satírica, pero críticas por su dependencia del humor de choque y el uso de diseños y mecánicas poco originales.
Palworld vendió seis millones de unidades en los primeros cuatro días de acceso anticipado y alcanzó 1,8 millones de jugadores simultáneos en Steam, lo que lo convierte en el segundo juego más jugado de todos los tiempos en la plataforma.

## Jugabilidad
En Palworld, los jugadores controlan un avatar personalizable desde una perspectiva en tercera persona con el objetivo de explorar las islas Palpagos de mundo abierto y descubrir sus secretos. Los jugadores deben controlar su nivel de hambre, crear herramientas básicas, reunir materiales y construir bases que actúen como puntos de viaje rápido. Los desbloqueos a través de un árbol tecnológico permiten al jugador crear y usar armas, estructuras y decoraciones.
Las islas están habitadas por más de 100 criaturas conocidas como Pals. Los jugadores participan directamente en combate con Pals para debilitarlos y capturarlos usando "Pal Spheres". Los Pals también se pueden comprar en el mercado negro a través de personajes no jugadores o intercambiarlos con otros jugadores. Después de obtener amigos, pueden ser convocados a la batalla o estacionados en las bases para ayudar con la recolección de basura, la elaboración, la cocina, etc., según su tipo. Cada amigo tiene una habilidad de compañero, lo que permite una mayor utilidad al usarlos como armas o monturas.
Los antagonistas del juego son varias facciones, como un sindicato del crimen, un movimiento de liberación Pal y una fuerza de defensa isleña similar a la policía, dirigida por poderosos entrenadores Pal que residen en torres a lo largo de las islas y actúan como las batallas contra jefes principales del juego. Las facciones tienen NPC humanos que ocasionalmente también aparecen en el mundo, ya sea patrullando o luchando entre sí, que son hostiles al jugador y pueden luchar contra él con armas. El juego presenta un sistema de niveles de búsqueda, donde si el jugador comete un crimen (generalmente contra humanos, como un asalto), otros NPC humanos se volverán hostiles contra ellos y aparecerán soldados de las fuerzas de defensa para atacarlos, hasta que el jugador muera o ellos. evadir a sus perseguidores.

## Desarrollo
Palworld está siendo desarrollado y publicado por Pocket Pair, una compañía de independiente con sede en Shinagawa, Tokio. Es su segundo proyecto de supervivencia en mundo abierto acceso temprano, después de "Craftopia". Al igual que ese juego, utiliza mecánicas de juego que recuerdan a The Legend of Zelda: Breath of the Wild, pero agrega mecánicas de recolección de criaturas popularizadas por la franquicia Pokémon. Pocket Pair afirma que Pokémon no fue una de sus principales inspiraciones. Según el director ejecutivo Takuro Mizobe, el concepto de Palworld se basa en Ark: Survival Evolved, que también tenía monstruos compañeros en los dinosaurios; La mecánica de supervivencia y las tareas del juego se inspiraron en Rust]], mientras que la serie Dragon Quest influyó en los diseños de las criaturas.
El juego utiliza más recursos originales que Craftopia, lo que resultó un desafío para el equipo. Al principio del desarrollo, se decidió trasladar Palworld de Unity, que impulsó todos los proyectos anteriores de Pocket Pair, a Unreal Engine 4, ya que decidieron que era más adecuado para juegos de mundo abierto más pesados. Inicialmente se planeó su lanzamiento en 2022, pero la fecha límite se extendió hasta agosto de 2023 a medida que el alcance del proyecto creció y la compañía contrató más personal, y luego una vez más para respaldar servidores dedicados en el lanzamiento. Cuando comenzó el acceso anticipado, se estimaba que el juego estaba completo en un 60%. En total, el presupuesto superó los mil millones de yenes y la empresa contrató a más de 40 empleados adicionales.

## Lanzamiento
El juego se reveló el 5 de junio de 2021 y detalla características clave como supervivencia, creación, exploración, explotación de criaturas y el enfoque multijugador. Se compartieron más detalles durante los años siguientes, y el juego apareció como parte de presentaciones como Tokyo Game Show, donde Pocket Pair anunció el lanzamiento para consolas Xbox además de PC, y Summer Game Fest, donde revelaron la ventana de lanzamiento de acceso anticipado de enero de 2024.
Palworld se lanzó el 19 de enero de 2024 a través de Steam Early Access y Xbox Game Preview (disponible con Game Pass desde el primer día), donde se espera que permanezca durante al menos un año. Las características planificadas para futuras actualizaciones incluyen modos PvP, gremio raids y comercio Pal entre servidores.

## Recepción

### Prelanzamiento
El tráiler de revelación del juego generó una gran participación en las redes sociales y una recepción mixta, que iba desde la emoción hasta el disgusto. La frase "Pokémon con armas" era comúnmente utilizada para referirse al juego tanto por jugadores como por periodistas. Algunos espectadores pensaron que el juego era falso, un sentimiento que sorprendió al equipo de desarrollo. También recibió cierto escepticismo debido al estado inacabado del trabajo anterior del desarrollador, Craftopia. El tono satírico del material promocional, con referencias a las leyes laborales y la caza ilegal, despertó el interés en el juego que explora los matices oscuros del género de recolección de criaturas.

### Acceso temprano
Palworld recibió críticas profesionales en su mayoría positivas. IGN y PC Invasion elogiaron su divertido combate y su atractivo bucle de juego, y este último destacó los entornos grandes, aunque algo estériles, que cobran vida gracias a diferentes Pals. The Escapist describió el combate que permite a los jugadores luchar junto a sus amigos contra enemigos más duros como un punto culminante. PCGamesN llamó al juego "un descenso morbosamente convincente al capitalismo de criaturas", afirmando que, aunque tenía algunos defectos como su insistencia en un comportamiento éticamente cuestionable y los diseños poco originales de Pals, su jugabilidad y el carácter abierto del mundo lo compensó. GameSpot elogió la mecánica y el tono del juego como una "perspectiva refrescante en un género que a menudo tropieza consigo mismo para presentar cosas alegres y sentidas", creyendo que representa la primera vez que "un juego de coleccionista de criaturas tiene reconoce sus sistemas de explotación como juego".
Por el contrario, Rock Paper Shotgun y PC Gamer criticaron a Palworld por basarse demasiado en el humor impactante sobre el abuso animal y el trabajo en fábricas clandestinas en todas las facetas del juego, lo que PC Gamer ridiculizado como "Newgrounds edgelord de mediados de la década de 2000" y "demasiado comprometido con el bit", con Rock Paper Shotgun también argumentando que la mecánica del juego y la presentación de Pals fundamentalmente no entendieron el significado y el atractivo detrás de Pokémon y el género de captura de monstruos. También atrajo algunas críticas por los diseños poco originales de Pals y mecánicas extraídas de otros títulos, que VG247 pensó que socavaban un juego "digno de admirar".
Palworld vendió más de un millón de copias en las primeras 8 horas de acceso anticipado el 19 de enero de 2024, que aumentó a dos millones de copias en las primeras 24 horas, tres millones de copias en las primeras 40 horas, cinco millones de copias para el día 3, seis millones para el día 4, y siete millones para el día 5. También llegó a más de 1,800,000 jugadores simultáneos, lo que lleva a problemas con el servidor. El 24 de enero de 2024, supuestamente alcanzó más de 2,000,000 de jugadores simultáneos en Steam, convirtiéndose en sólo el segundo juego desde PUBG en lograr esta hazaña.